# Émilie Simon

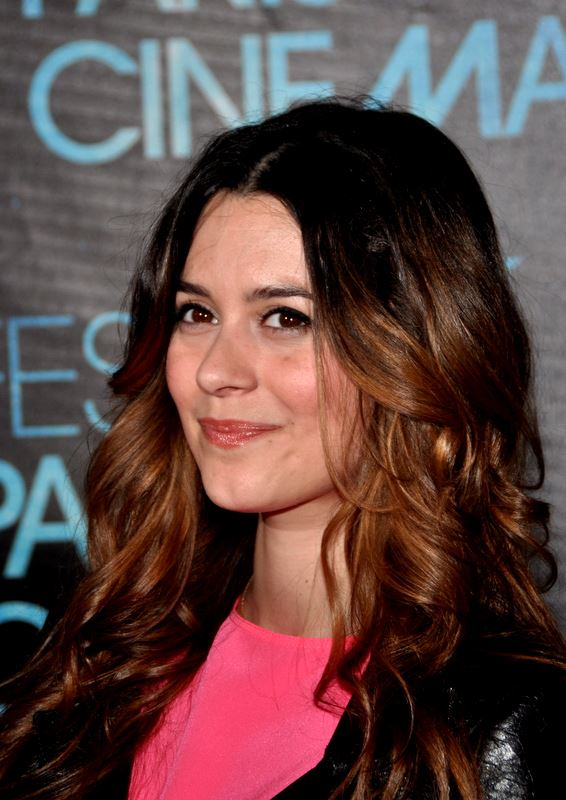
Émilie Simon (2012)

Émilie Simon (* 17. Juli 1978 in Montpellier, Frankreich) ist eine französische Sängerin und Komponistin. Ihre Musik wird dem Nouvelle Chanson zugerechnet.
Für die Komposition der Filmmusik von Die Reise der Pinguine (La Marche de l’Empereur) gewann sie 2006 den Victoires de la Musique und wurde für den César Filmpreis nominiert. Ihr erstes Album Émilie Simon wurde ebenfalls mit einem Victoire als bestes elektronisches Album ausgezeichnet und für den Prix Constantin nominiert.

## Leben

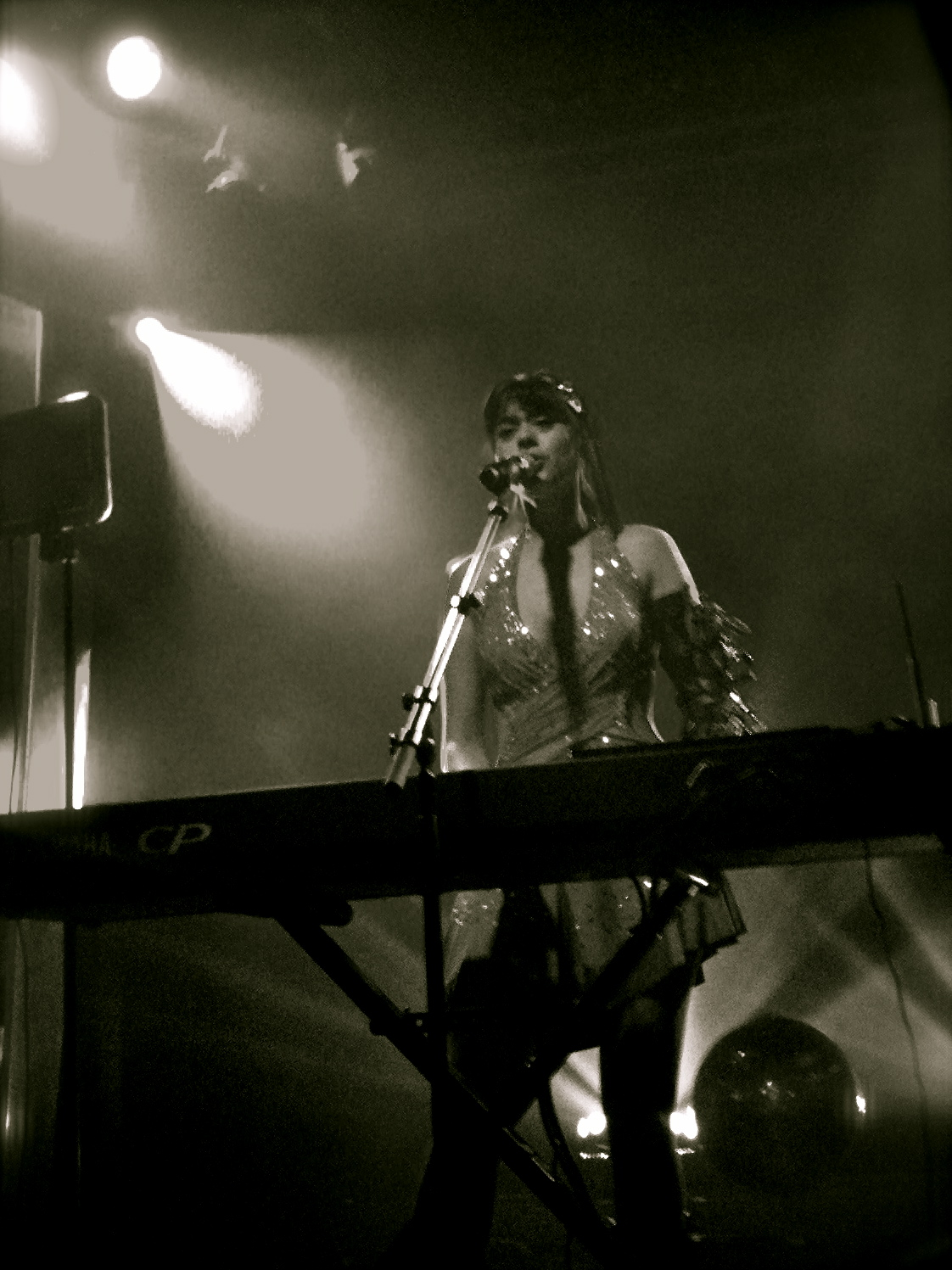
Émilie Simon (2009)

Schon in jungen Jahren wurde Émilie Simon von ihrem Vater, einem Toningenieur, und ihrer Mutter, einer professionellen Pianistin, in Tonstudios und zu Konzertauftritten mitgenommen und musikalisch ausgebildet. Im Alter von sieben Jahren begann sie eine Gesangsausbildung am Konservatorium in Montpellier (Conservatoire à rayonnement régional de Montpellier). Ab ihrem 18. Lebensjahr studierte sie an der Universität Montpellier Musikwissenschaft, anschließend an der Pariser Sorbonne Alte Musik und später im experimentellen Musik-Forschungsinstitut IRCAM im Centre Georges Pompidou zeitgenössische elektronische Musik. Nach vier Jahren schloss sie ihr Studium mit einem Masterabschluss in Musikwissenschaft ab.
Im Februar 2003 veröffentlichte sie ihr selbstbetiteltes Debütalbum Émilie Simon, welches sie zum größten Teil selbst geschrieben, komponiert und produziert hatte. Neben Coverversionen von Liedern von The Stooges (I Wanna Be Your Dog) oder The Velvet Underground (Femme Fatale) enthält das Album auch eine moderne musikalische Interpretation eines traditionellen mittelalterlichen französischen Liebesliedes der Gattung Chanson de toile. Für die innovative elektronische Popmusik auf diesem Album wurde sie 2003 für einen Prix Constantin nominiert und erhielt 2004 einen Victoires de la musique.
Der durch den Erfolg ihres Debütalbums auf sie aufmerksam gewordene französische Regisseur Luc Jacquet engagierte sie daraufhin für die Komposition der Filmmusik seines vielbeachteten Debütfilms Die Reise der Pinguine (Originaltitel: La Marche de l’Empereur). Auch für diese, im Januar 2005 als Album erschienene Filmmusik erhielt Simon 2006 einen Victoires de la musique und wurde zudem für einen César nominiert.
Im März 2006 erschien ihr zweites Studioalbum Végétal, dessen botanisches Grundkonzept verschiedene florale Thematiken aufgreift und sogar Geräusche von Pflanzen musikalisch verarbeitet. Auch für dieses Album erhielt sie einen Victoires de la musique. Im November 2006 wurde zudem für den US-amerikanischen Markt das Kompilationsalbum The Flower Book veröffentlicht.
Der Mitschnitt eines im September 2006 im Pariser Olympia aufgezeichneten Konzertes erschien im Februar 2007 unter dem Titel À l’Olympia sowohl als Livealbum als auch als Video-DVD. Neben Liedern aller drei zuvor veröffentlichten Alben enthält der Mitschnitt auch ein Cover von Nirvanas Lied Come as You Are. Noch im selben Jahr komponierte Simon die Filmmusik zu Véra Belmonts Film Überleben unter Wölfen (Originaltitel: Survivre avec les loups).
Ende 2007 verlagerte Simon ihren Hauptwohnsitz von Paris nach New York City. Angelehnt an den Spitznamen New Yorks (The Big Apple) veröffentlichte sie im September 2009 mit The Big Machine ihr drittes Studioalbum, welches sie, im Gegensatz zu den vorigen Alben, komplett auf Englisch einsang.
2011 komponierte sie die Musik für die Literaturverfilmung Nathalie küsst. Im Dezember 2011 erschien das Album Franky Knight.
2014 (Deutschland am 17. März) veröffentlicht Simon das Album Mue. Die Single Menteur erschien im Januar 2014 inklusive eines unter eigener Regie entstandenes Video.

## Konzerte

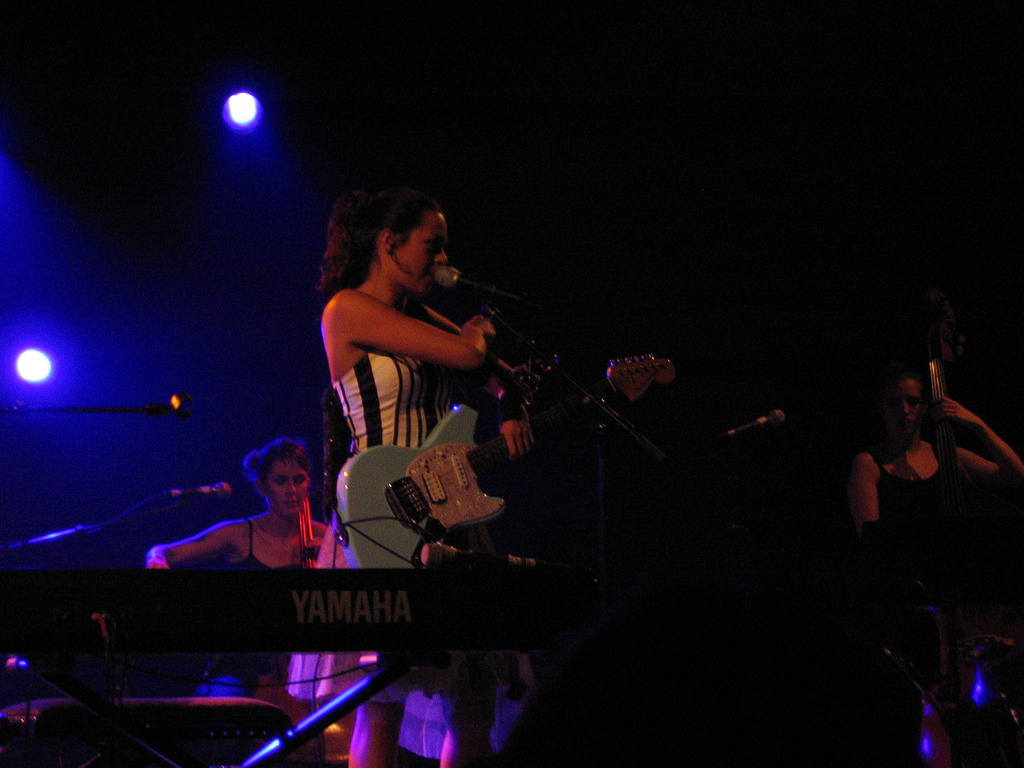
Émilie Simon auf dem Paleo Festival (2004)

Bei Liveauftritten sowie gelegentlich auch bei der Arbeit im Tonstudio wird Simon von dem Toningenieur und IRCAM-Dozenten und -Forscher Cyrille Brissot unterstützt, der sowohl die Musik als auch Simons Gesang in Echtzeit mit verschiedenen Effektgeräten und Sequenzern moduliert und auch selbst konstruierte, experimentelle Musikinstrumente, wie zum Beispiel ein mit Lasersensoren modifiziertes Theremin, spielt. Weitere häufig auftretende Livemusiker sind die Gitarristen Medhi Parisot und Steffen Charron.
Bei größeren Auftritten, wie etwa auf dem Festival Eurockéennes 2005, dem Festival Francofolies 2006/2007 und mehreren Konzerten in Paris (Le Grand Rex 2006, Olympia 2006 und Salle Pleyel 2007), tritt Simon häufig gemeinsam mit klassischen Ensembles oder Orchestern, wie etwa dem Orchestre National de Lyon, auf.

## Diskografie

### Alben
- Émilie Simon (2003)
- La Marche de l’Empereur (2005)
- Végétal (2006)
- The Flower Book (2006, Best of)
- À l’Olympia (2007, Livealbum)
- The Big Machine (2009)
- Franky Knight (2011)
- Mue (2014)

### Singles
- Désert (2002)
- Flowers (2003)
- Song of the Storm (2004)
- Fleur de Saison (2006)
- Rose Hybride de Thé (2006)
- Dame de Lotus (2007)
- Dreamland (2009)
- Rainbow (2009)
- Never Fall in Love (2010)
- Opium (2010)
- Menteur (2014)

### Videoalben
- À l’Olympia (2007)

## Auszeichnungen

### Victoires de la musique
- 2004: Album de musiques électroniques für das Album Émilie Simon
- 2006: Album de musique originale de cinéma ou de télévision für die Filmmusik zu La Marche de l’Empereur
- 2007: Album de musiques électroniques für das Album Végétal

### Nominierungen
- Prix Constantin 2003 für das Album Émilie Simon
- César 2006 für die Filmmusik zu La Marche de l’Empereur